# Marcha Real
Marcha Real, oficialmente Marcha Real Española, son las denominaciones tradicionales, conjuntamente con la de Marcha Granadera —o antiguamente, Marcha de Granaderos—, que recibe el himno nacional de España.
Aunque el rey Carlos III la declaró «Marcha de Honor» el 3 de septiembre de 1770, fue la costumbre popular lo que la convirtió de facto en himno nacional, con anterioridad a que lo fuese declarado legalmente. La denominación de «Marcha Real» fue una expresión acuñada popularmente debido a que se solía interpretar en los actos públicos a los que asistía el rey o la reina.
La Marcha Real ha sido tenida de facto como himno de España desde el siglo xviii, con la excepción del Trienio Liberal (1820-1823) y la Segunda República (1931-1939), en cuyos períodos se adoptó el Himno de Riego. Se restableció su oficialidad durante la guerra civil en la zona sublevada por decreto del 27 de febrero de 1937, ratificado en el Boletín Oficial del Estado una vez finalizada la contienda, el 17 de julio de 1942.  La regulación más precisa se hizo en el Real Decreto 1560/1997, de 10 de octubre de 1997, año de la adquisición plena de los derechos de autor de la armonización realizada por Bartolomé Pérez Casas, y revisada por Francisco Grau, director de banda de la Guardia Real, quien cedió gratuitamente sus derechos.

## Historia
La Marcha Real es uno de los himnos nacionales más antiguos de Europa: su primera mención aparece en 1761 en el Libro de la Ordenanza de los Toques de Pífanos y Tambores que se tocan nuevamente en la Infantería, compuestos por Don Manuel de Espinosa. 1761 de Manuel de Espinosa de los Monteros. En este documento está escrita su partitura y es titulado Marcha granadera o Marcha de granaderos. Según este documento, Manuel de Espinosa es su compositor.
Existe la falsa creencia de que el autor de la Marcha Real fue Federico II de Prusia, gran aficionado a la música. Dicha creencia se inicia en 1861 cuando aparece por primera vez publicada en La España militar. En 1864, el coronel Antonio Vallecillo publica la historia en el diario El Espíritu Público, con lo que el supuesto origen prusiano de la Marcha Real se populariza. Según Vallecillo el himno fue un regalo de Federico II al militar Juan Martín Álvarez de Sotomayor que se encontraba en la corte prusiana, por orden de Carlos III, para aprender las tácticas militares desarrolladas por el ejército de Federico II. En 1868 la historia es publicada en Los Sucesos, cambiando al destinatario del regalo por Pedro Pablo Abarca de Bolea, conde de Aranda. El mito fue así recogido en diversas publicaciones de 1884 y 1903, hasta ser incluido en 1908 en la Enciclopedia Espasa.
En 1770, el rey Carlos III declaró «Marcha de Honor» a la Marcha de Granaderos, y con ello formalizaba la costumbre de interpretarla en actos públicos y solemnes únicamente cuando aparecía el rey. Durante el reinado de Isabel II se transformó en himno oficial.
En 1857 Mily Balakirev, perteneciente al grupo de Los Cinco, compuso una obertura sobre una marcha española (Obertura para orquesta sobre el tema de una marcha española, op.6), concretamente sobre el tema de la Marcha de Granaderos. La obra está dedicada a Ludmila Iwanowna Schestakowa y hay una versión para piano a 4 manos arreglada por Serguéi Liapunov.
Tras la Revolución de 1868, el general Prim convocó un concurso nacional para crear un himno oficial, concurso que quedó desierto. Ante la incertidumbre, se aconsejó al jurado que continuara considerándose como tal la Marcha de Granaderos. En tiempos de Alfonso XIII se estableció por una Real Orden Circular (27 de agosto de 1908) que se interpretara la armonización de la marcha realizada por Bartolomé Pérez Casas, Músico Mayor del Real Cuerpo de Guardias Alabarderos. También existe una versión armonizada e instrumentada por el célebre compositor español Germán Álvarez Beigbeder, que curiosamente fue alumno de armonía de Pérez Casas a principios de la década de 1910.
Durante la Segunda República, entre 1931 y 1936, el Himno de Riego fue oficialmente el Himno de la República, a pesar de no aparecer en ninguno de los artículos de su constitución ni de los Boletines.[cita requerida] En 1931, poco después de su proclamación, se organizó una gran polémica sobre su validez como Himno Nacional en la que terciaron numerosos políticos, intelectuales y músicos: entre otros fue famoso un artículo de Pío Baroja en su contra, ya que lo consideraba demasiado callejero e impropio de los ideales de la nueva República.
La Marcha Real fue recuperada como Himno Nacional en 1936 y es el oficial desde entonces. Hubo numerosas versiones, unas más largas que otras hasta que en 1997 el Gobierno de España lo oficializó mediante Real Decreto.
La versión sinfónica actual oficial de la Marcha Real que sustituye a la de Pérez Casas, pertenece al maestro Francisco Grau y es la oficial tras el Real Decreto del 10 de octubre de 1997, cuando el Reino de España adquirió los derechos de autor de la Marcha Real, hasta entonces pertenecientes a los herederos de Pérez Casas. Según ese mismo Real Decreto 1560/1997, el himno ha de tener tonalidad de Si b mayor y velocidad negra de 76 pulsaciones por minuto (♩=76), con un esquema de AABB y una duración de 52 segundos. El mismo Real Decreto prohíbe la reproducción del himno en los medios de comunicación y redes sociales si no son pagados los derechos de explotación.

## Partitura
Esta es una versión no oficial que empieza en do mayor y acaba en fa mayor, con esquema AABBaabb, donde "a" y "b" son A y B transportados una quinta hacia abajo, respectivamente:
- Partitura de piano de la Marcha Real de España

La versión oficial publicada junto al BOE 244/1997:
- Partituras de la Marcha Real de España

## Utilización
El himno nacional de España o Marcha Real es utilizado en diferente versión dependiendo de tipo de evento, lugar o autoridad que presida el acto. Según en el Real Decreto del BOE 1560/1997 que hemos visto anteriormente existen dos versiones:
-Versión larga o completa: 52 segundos. Consiste en la interpretación completa del himno. Se interpreta para izar la Bandera de España, cuando la bandera de España entra o sale de formación militar, en actos solemnes, cuando el acto o evento es presidido por el rey o la reina y en las celebraciones de eventos deportivos en los que se represente a España.
-Versión corta o abreviada: 30 segundos. Consiste en la interpretación de las dos "2 partes centrales" del Himno Nacional. Se interpreta para rendir honores a las altas autoridades del Estado que no sean los reyes. Tienen derecho a honores con versión corta del Himno Nacional la princesa de Asturias, los infantes de España, presidente del Gobierno y ministros, secretarios y subsecretarios de Estado, directores generales, jefes de Estado Mayor de los Ejércitos y la Armada, presidentes de las comunidades autónomas, etc.

## Letra
La Marcha Real como himno nacional carece de alguna letra que acompañe a la melodía, siendo actualmente uno de los cuatro himnos nacionales del mundo en esta situación, junto con los de San Marino, Bosnia y Herzegovina y Kosovo.
Ha habido varios intentos de redactar letra a la melodía; sin embargo, el Estado español nunca llegó a oficializar ninguna de estas versiones.
También se han propuesto otras canciones como himno. Es el caso del Himno nacional presentado en 1843 por el dramaturgo de origen argentino Ventura de la Vega en el Liceo de Madrid:
Unión, españoles,
al grito acudid:
«¡Dios salve a la Reina!
¡Dios salve al país!»

### Versión con letra de Eduardo Marquina (1927)

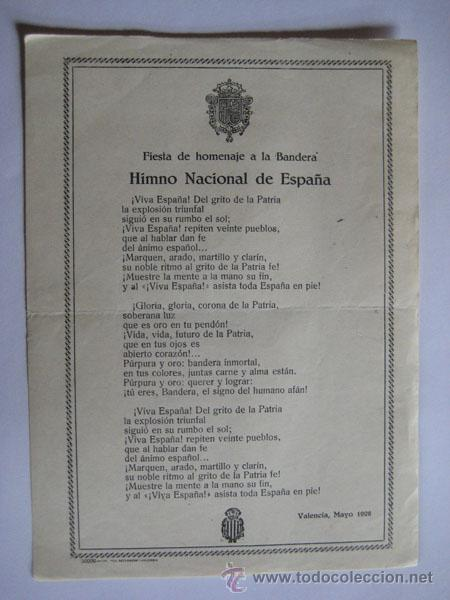
Versión abreviada. Valencia,1958

Esta letra fue escrita por Eduardo Marquina con motivo de las bodas de plata en el trono de Alfonso XIII. Se reproduce aquí tal como fue publicada en el diario ABC el 17 de mayo de 1927, aunque pueda incluir alguna errata; por ejemplo, no parece fácil que, como ocurre en la tercera estrofa, dos versos (5.º y 8.º) acaben con la misma palabra ("fe"). Igualmente, en diversos audios se advierte que la última palabra en la estrofa primera, verso 3.º, sea "color" y no "pendón". 
La bandera de España (Coro)
¡Gloria, gloria, corona de la patria,
soberana luz
que es oro en tu pendón!
¡Vida, vida, futuro de la patria,
que en tus rojos es
abierto*¹ corazón...!
Púrpura y oro: bandera inmortal
¡en tus colores juntas, carne y alma están!
Púrpura y oro: querer y lograr
¡tú eres, bandera, el signo del humano afán!
España guiadora (Solo)
¡Pide, España! ¡Tu nombre llevaremos
donde quieras tú;
que honrarlo es nuestra ley!
¡Manda, España, y unidos lucharemos,
porque vivas tú,
sin tregua pueblo y rey!
Una bandera gloriosa nos das;
¡nadie, viviendo*², España, nos la arrancará!
Para que, un día, nos pueda cubrir,
¡danos, España, el gozo de morir por ti!
¡Viva España!... (Coro)
¡Viva España! Del*³ grito de la Patria,
la explosión triunfal
siguió su rumbo al sol;
¡Viva España! repiten veinte pueblos
que hablar dan fe
del ánimo español...
¡Marquen arado, martillo y clarín
su noble ritmo al grito de la Patria fe!
¡Muestre la mente a la mano hasta el fin,*⁴
al "Viva España" asista toda España en pie.

### Versióncarlista
Viva España,
gloria de tradiciones,
con la sola ley
que puede prosperar.
Viva España,
que es madre de Naciones,
con Dios, Patria, Rey
con que supo imperar.
Guerra al perjuro
traidor y masón,
que con su aliento impuro
hunde la nación.
Es su bandera
la historia de su gloria;
por ella dará
su vida el español
Fe verdadera
que en rojo de amor
aprisiona briosa
un rayo de sol.

### Versión con letra de José María Pemán
Esta letra es la más conocida, fue confeccionada por el poeta gaditano en 1928 por encargo de Miguel Primo de Rivera, y no durante la Guerra Civil, como se afirma con frecuencia.
¡Viva España!
Alzad la frente
hijos del pueblo español
que vuelve a resurgir.
Gloria a la Patria
que supo seguir
sobre el azul del mar
el caminar del sol.
¡Triunfa, España!
Los yunques y las ruedas
cantan al compás
del himno de la fe.
Juntos con ellos
cantemos de pie
la vida nueva y fuerte
de trabajo y paz.
Después de la guerra civil española, José María Pemán decide cambiar el segundo verso («alzad la frente») por el conocido «alzad los brazos», además de cambiar también («Los yunques y las ruedas») por «Los yugos y las flechas». Algunas versiones, mayormente franquistas, presentan «¡Arriba España!» en vez de «¡Viva España!»

### Versión con letra de Juaristi, De Cuenca, Linares y Fonte (1997)
Los escritores y poetas Jon Juaristi, Luis Alberto de Cuenca, Abelardo Linares y Ramiro Fonte compusieron una letra para la Marcha Real después de que el por entonces Presidente del Gobierno, José María Aznar, les manifestara su deseo de poner letra al himno español. La elección de estos autores fue debida no sólo a su pertenencia al mundo literario, sino también a que entre ellos existía, supuestamente, suficiente pluralidad ideológica y geográfica que los acercaba a la realidad de la sociedad española. La letra fue presentada al Gobierno pero el proyecto quedó definitivamente aparcado ante la tensión política del momento, siendo inviable el consenso necesario para un tema tan delicado.
Canta, España,
y al viento de los pueblos
lanza tu cantar
hora es de recordar.
Que alas de lino
te abrieron camino
de un confín al otro
del inmenso mar.
Patria mía
que guardas la alegría
de la antigua edad
florezca en tu heredad.
Al sol de Europa,
alzada la copa,
el árbol sagrado
de la Libertad.
Según explica el propio Juaristi, los autores decidieron que «el texto debía ser breve, fácil de memorizar y traducir, con un léxico sencillo, sin acentos bélicos y con tres ideas básicas: la proyección universal de España, su destino europeo y la exaltación de la Libertad. (...) Nos pareció que, además de cumplir los requisitos mencionados, [la letra] abundaba, dentro de su brevedad, en referencias a la tradición poética hispánica de todos los tiempos».

### Versión seleccionada por el Comité Olímpico Español (2007)
En junio de 2007, el presidente del Comité Olímpico Español, Alejandro Blanco, propuso la composición de una nueva letra que pudiera ser interpretada en aquellas ocasiones donde la victoria de deportistas españoles conllevase la representación del himno oficial durante la entrega de trofeos. Esta nueva letra es una más de las múltiples versiones no oficiales que existen actualmente. Se hicieron llegar numerosas propuestas de españoles anónimos para que un jurado creado al efecto escogiese una.
La letra elegida, obra de Paulino Cubero, se filtró el día 11 de enero de 2008 a la prensa, días antes de su presentación oficial, que debía haberse producido el 21 de enero. Dicha letra suscitó rechazo y polémica entre buena parte de la sociedad y clase política. Una vez presentada, el Comité Olímpico Español tenía previsto recoger las firmas (al menos medio millón) que le permitiesen presentar una iniciativa legislativa popular ante el Congreso para que fuera este el que la aceptase definitivamente como la letra del himno oficial. El COE, sin embargo, decidió cancelar la presentación oficial y retirar la propuesta por «la controversia y el rechazo generados», sin especificar si volverá a presentar otra o renunciará a ello.
¡Viva España!
Cantemos todos juntos
con distinta voz
y un solo corazón
¡Viva España!
desde los verdes valles
al inmenso mar,
un himno de hermandad
Ama a la patria
pues sabe abrazar,
bajo su cielo azul,
pueblos en libertad
Gloria a los hijos
que a la Historia dan
justicia y grandeza
democracia y paz.

### Versión de Joaquín Sabina (2012)
El 5 de noviembre de 2012 fue presentada por el partido político Ciudadanos-Partido de la Ciudadanía una versión del himno escrita en 2007 por Joaquín Sabina.
Ciudadanos,
en guerra por la paz
y la diosa razón
mano en el corazón.
Ciudadanos,
ni súbditos ni amos
ni resignación
ni carne de cañón.
Pan amasado
con fe y dignidad
no hay nada más sagrado
que la libertad.
Ciudadanos,
ni héroes ni villanos,
hijos del ayer,
hay tanto por hacer.
Ciudadanos,
tan fieramente humanos,
tan paisanos del
hermano de Babel.
Alta montaña
con puerto de mar
clave de sol España
atrévete a soñar.

### Versión de Marta Sánchez (2018)
El 17 de febrero de 2018, la cantante Marta Sánchez, en un concierto en el Teatro de la Zarzuela de Madrid, interpretó una versión del himno con la siguiente letra:
Vuelvo a casa, a mi amada tierra,
la que vio nacer un corazón aquí.
Hoy te canto, para decirte cuánto
orgullo hay en mí, por eso resistí.
Crece mi amor cada vez que me voy,
pero no olvides que sin ti no sé vivir.
Rojo, amarillo, colores que brillan
en mi corazón y no pido perdón.
Grande España, a Dios le doy las gracias
por nacer aquí, honrarte hasta el fin.
Como tu hija llevaré ese honor,
llenar cada rincón con tus rayos de sol.
Y si algún día no puedo volver,
guárdame un sitio para descansar al fin.

### Otras versiones

#### Versión de autor no identificado aparecida en la Enciclopedia Álvarez
La Enciclopedia Álvarez fue uno de los libros de texto más difundidos en la posguerra española, a partir de la década de 1950. En ella aparecía la siguiente letra:
Viva España
mi patria esclarecida 
madre sin igual 
compendio del honor. 
Viva España
solar de noble vida
regio pedestal
de Cristo Redentor.
Fuiste de glorias
florido pensil
hoy reverdecen
a un impulso juvenil 
Veinte naciones
coronan tu sien 
¡Arriba España!
raza invicta es tu sostén. 

#### Versión popular antifranquista
Durante el régimen franquista se popularizó informalmente una letra paródica que hacía referencia al culo blanco del dictador . Se trata de una de las letras de la Marcha Real más extendidas, aunque bajo diferentes versiones. La mayoría comparte la misma primera estrofa, que menciona la marca de detergentes Ariel.
Franco, Franco
que tiene el culo blanco
porque su mujer
lo lava con Ariel.
También existe una variante de esta estrofa, más extendida en Cataluña, que dice así:
Franco, Franco
tenía el culo blanco
se fue a París
y lo tuvo gris. 
Muchas versiones continúan aludiendo a los reyes Juan Carlos I y su consorte Sofía de Grecia, que ya eran figuras públicas en el tardofranquismo como príncipes de España. En ocasiones se habla de Sofía como doña Sofía, y, en otras, como la reina Sofía.
Doña Sofía
lo lava con lejía
mientras el Borbón
lo lava con jabón. 